# 达累斯萨拉姆大学

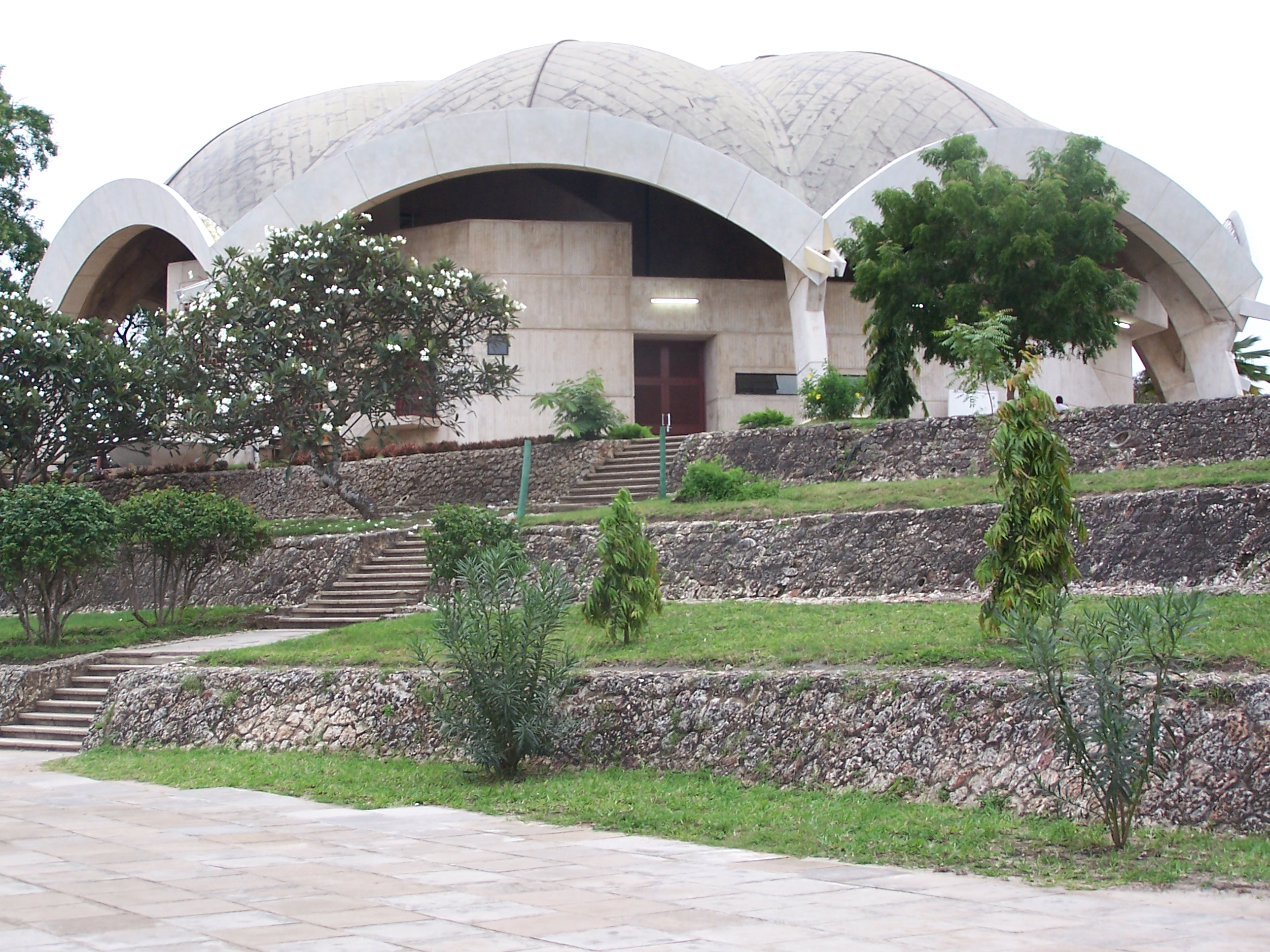

三蘭港大學（University of Dar es Salaam），是坦桑尼亚最古老以及目前最大的公立大学。其前身是东非大学，后者在1970年分裂为三所独立的大学，包括达累斯萨拉姆大学以及乌干达的马凯雷雷大学和肯尼亚的内罗毕大学。达累斯萨拉姆大学主校区位于首都达累斯萨拉姆西郊，距市中心13千米。该大学提供学士、硕士及博士层次的课程以及非学位课程。

## 著名校友
- 贾卡亚·基奎特：坦桑尼亚总统
- 约翰·马古富利：坦桑尼亚总统
- 约韦里·穆塞韦尼：乌干达总统
- 洛朗-德西雷·卡比拉：民主刚果前总统
- 约翰·加朗：苏丹前副总统
- 阿莎－罗丝·姆滕盖蒂·米吉罗：联合国常务副秘书长
- 爱德华·洛瓦萨：坦桑尼亚总理
- 格特鲁德·蒙盖拉：泛非议会首任主席，第四次世界妇女大会秘书长